# Muramyldipeptide
Le muramyldipeptide (MDP) est un constituant du peptidoglycane de la paroi bactérienne. Il est composé d'un résidu d'acide N-acétylmuramique dont le groupe acide lactique est lié à l'extrémité N-terminale d'un dipeptide de séquence L-Ala–D-isoGln.
Le MDP peut être reconnu comme motif moléculaire associé aux pathogènes (PAMP) par le système immunitaire inné, qui active l'inflammasome NLRP3, lequel conduit à son tour à l'activation de cytokines, notamment IL-1α et IL-1β.